# Ворентон (Орегон)
Ворентон (енгл. Warrenton) град је у америчкој савезној држави Орегон.

## Демографија
По попису из 2010. године број становника је 4.989, што је 893 (21,8%) становника више него 2000. године.
| Група             | 2000.         | 2010.         |
| Белци             | 3.741 (91,3%) | 4.404 (88,3%) |
| Афроамериканци    | 9 (0,2%)      | 29 (0,6%)     |
| Азијати           | 72 (1,8%)     | 54 (1,1%)     |
| Хиспаноамериканци | 119 (2,9%)    | 286 (5,7%)    |
| Укупно            | 4.096         | 4.989         |